# Pinoyscincus
Pinoyscincus es un género de lagartos perteneciente a la familia Scincidae. Son endémicos de Filipinas.

## Especies
Según The Reptile Database:
- Pinoyscincus abdictus (Brown & Alcala, 1980)
- Pinoyscincus coxi (Taylor, 1915)
- Pinoyscincus jagori (Peters, 1864)
- Pinoyscincus llanosi (Taylor, 1919)
- Pinoyscincus mindanensis (Taylor, 1915)